# Büyükbelen, Saruhanlı
Büyükbelen là một thị trấn thuộc huyện Saruhanlı, tỉnh Manisa, Thổ Nhĩ Kỳ. Dân số thời điểm năm 2011 là 2.892 người.